# Alan Mozo
Alan Mozo Rodríguez (ur. 5 kwietnia 1997 w mieście Meksyk) – meksykański piłkarz występujący na pozycji prawego obrońcy, reprezentant Meksyku, od 2022 roku zawodnik Guadalajary.